# Europees kampioenschap voetbal onder 16 - 2001 (kwalificatie)
Het kwalificatietoernooi voor het Europees kampioenschap voetbal onder 16 voor mannen was een toernooi dat duurde van 23 september 2000 tot en met 23 maart 2001. Dit toernooi zou bepalen welke 15 landen zich kwalificeerden voor het Europees kampioenschap voetbal mannen onder 16 van 2001.
Er deden 50 landen van de UEFA mee. Engeland hoefde niet aan dit toernooi mee te doen, omdat dit land als gastland direct gekwalificeerd is voor het hoofdtoernooi.

## Gekwalificeerde landen
| Land        | Gekwalificeerd als           | Aantal deelnames |
| ----------- | ---------------------------- | ---------------- |
| Engeland    | Gastland                     | 8e               |
| Frankrijk   | Winnaar kwalificatiegroep 1  | 13e              |
| Zwitserland | Winnaar kwalificatiegroep 2  | 9e               |
| België      | Winnaar kwalificatiegroep 3  | 7e               |
| Hongarije   | Winnaar kwalificatiegroep 4  | 8e               |
| Kroatië     | Winnaar kwalificatiegroep 5  | 4e               |
| Italië      | Winnaar kwalificatiegroep 6  | 11e              |
| Duitsland   | Winnaar kwalificatiegroep 7  | 15e              |
| Roemenië    | Winnaar kwalificatiegroep 8  | 8e               |
| Turkije     | Winnaar kwalificatiegroep 9  | 7e               |
| Rusland     | Winnaar kwalificatiegroep 10 | 6e               |
| Nederland   | Winnaar kwalificatiegroep 11 | 7e               |
| Spanje      | Winnaar kwalificatiegroep 12 | 16e              |
| Finland     | Winnaar kwalificatiegroep 13 | 8e               |
| Schotland   | Winnaar kwalificatiegroep 14 | 9e               |
| Polen       | Winnaar kwalificatiegroep 15 | 9e               |

## Kwalificatieronde

### Groep 1
De wedstrijden werden gespeeld tussen 26 februari en 2 maart 2001.
| Pos | Team          | Wed | W | G | V | Ptn | DV | DT | +/− | Kwalificatie                      |   | FRA | LUX | LIE | AND  |
| --- | ------------- | --- | - | - | - | --- | -- | -- | --- | --------------------------------- | - | --- | --- | --- | ---- |
| 1   | Frankrijk     | 3   | 3 | 0 | 0 | 9   | 21 | 0  | +21 | Geplaatst voor het hoofdtoernooi. |   | —   | 3–0 | 8–0 | 10–0 |
| 2   | Luxemburg     | 3   | 1 | 1 | 1 | 4   | 5  | 4  | +1  |                                   |   | —   | —   | 1–1 | 1–1  |
| 3   | Liechtenstein | 3   | 0 | 2 | 1 | 2   | 2  | 10 | −8  |                                   | — | —   | —   | 4–0 |      |
| 4   | Andorra       | 3   | 0 | 1 | 2 | 1   | 1  | 15 | −14 |                                   | — | —   | —   | —   |      |

### Groep 2
De wedstrijden werden gespeeld tussen 23 september 2000 en 14 maart 2001.
| Pos | Team        | Wed | W | G | V | Ptn | DV | DT | +/− | Kwalificatie                      |     | SUI | AUT | SVK | CYP |
| --- | ----------- | --- | - | - | - | --- | -- | -- | --- | --------------------------------- | --- | --- | --- | --- | --- |
| 1   | Zwitserland | 6   | 4 | 2 | 0 | 14  | 14 | 4  | +10 | Geplaatst voor het hoofdtoernooi. |     | —   | 2–2 | 2–0 | 4–1 |
| 2   | Oostenrijk  | 6   | 3 | 2 | 1 | 11  | 12 | 7  | +5  |                                   |     | 1–1 | —   | 1–3 | 4–1 |
| 3   | Slowakije   | 6   | 3 | 0 | 3 | 9   | 8  | 9  | −1  |                                   | 0–2 | 0–2 | —   | 2–1 |     |
| 4   | Cyprus      | 6   | 0 | 0 | 6 | 0   | 4  | 18 | −14 |                                   | 0–3 | 0–2 | 1–3 | —   |     |

### Groep 3
De wedstrijden werden gespeeld tussen 3 en 7 maart 2001 in Portugal.
| Pos | Team            | Wed | W | G | V | Ptn | DV | DT | +/− | Kwalificatie                      |   | BEL | POR | MKD |
| --- | --------------- | --- | - | - | - | --- | -- | -- | --- | --------------------------------- | - | --- | --- | --- |
| 1   | België          | 2   | 1 | 1 | 0 | 4   | 1  | 0  | +1  | Geplaatst voor het hoofdtoernooi. |   | —   | 1–0 | 0–0 |
| 2   | Portugal        | 2   | 1 | 0 | 1 | 3   | 4  | 1  | +3  |                                   |   | —   | —   | 4–0 |
| 3   | Noord-Macedonië | 2   | 0 | 1 | 1 | 1   | 0  | 4  | −4  |                                   | — | —   | —   |     |

### Groep 4
De wedstrijden werden gespeeld tussen 25 en 29 september 2000 in Hongarije.
| Pos | Team        | Wed | W | G | V | Ptn | DV | DT | +/− | Kwalificatie                      |   | HUN | YUG | DEN |
| --- | ----------- | --- | - | - | - | --- | -- | -- | --- | --------------------------------- | - | --- | --- | --- |
| 1   | Hongarije   | 2   | 1 | 1 | 0 | 4   | 3  | 1  | +2  | Geplaatst voor het hoofdtoernooi. |   | —   | 1–1 | 2–0 |
| 2   | Joegoslavië | 2   | 1 | 1 | 0 | 4   | 2  | 1  | +1  |                                   |   | —   | —   | 1–0 |
| 3   | Denemarken  | 2   | 0 | 0 | 2 | 0   | 0  | 3  | −3  |                                   | — | —   | —   |     |

### Groep 5
De wedstrijden werden gespeeld tussen 22 en 26 oktober 2000 in Griekenland.
| Pos | Team        | Wed | W | G | V | Ptn | DV | DT | +/− | Kwalificatie                      |   | CRO | GRE | SLO |
| --- | ----------- | --- | - | - | - | --- | -- | -- | --- | --------------------------------- | - | --- | --- | --- |
| 1   | Kroatië     | 2   | 2 | 0 | 0 | 6   | 7  | 1  | +6  | Geplaatst voor het hoofdtoernooi. |   | —   | 5–1 | 2–0 |
| 2   | Griekenland | 2   | 1 | 0 | 1 | 3   | 6  | 7  | −1  |                                   |   | —   | —   | 5–2 |
| 3   | Slovenië    | 2   | 0 | 0 | 2 | 0   | 2  | 7  | −5  |                                   | — | —   | —   |     |

### Groep 6
De wedstrijden werden gespeeld tussen 6 en 10 maart 2001 in Italië.
| Pos | Team                  | Wed | W | G | V | Ptn | DV | DT | +/− | Kwalificatie                      |   | ITA | CZE | BUL | BIH |
| --- | --------------------- | --- | - | - | - | --- | -- | -- | --- | --------------------------------- | - | --- | --- | --- | --- |
| 1   | Italië                | 3   | 3 | 0 | 0 | 9   | 13 | 0  | +13 | Geplaatst voor het hoofdtoernooi. |   | —   | 3–0 | 5–0 | 5–0 |
| 2   | Tsjechië              | 3   | 1 | 1 | 1 | 4   | 3  | 4  | −1  |                                   |   | —   | —   | 2–0 | 1–1 |
| 3   | Bulgarije             | 3   | 1 | 0 | 2 | 3   | 1  | 7  | −6  |                                   | — | —   | —   | 1–0 |     |
| 4   | Bosnië en Herzegovina | 3   | 0 | 1 | 2 | 1   | 1  | 7  | −6  |                                   | — | —   | —   | —   |     |

### Groep 7
De wedstrijden werden gespeeld tussen 5 en 9 maart 2001 in Israël.
| Pos | Team      | Wed | W | G | V | Ptn | DV | DT | +/− | Kwalificatie                      |   | GER | ISR | ARM | MDA |
| --- | --------- | --- | - | - | - | --- | -- | -- | --- | --------------------------------- | - | --- | --- | --- | --- |
| 1   | Duitsland | 3   | 3 | 0 | 0 | 9   | 8  | 3  | +5  | Geplaatst voor het hoofdtoernooi. |   | —   | 3–1 | 2–1 | 3–1 |
| 2   | Israël    | 3   | 1 | 1 | 1 | 4   | 8  | 6  | +2  |                                   |   | —   | —   | 5–1 | 2–2 |
| 3   | Armenië   | 3   | 1 | 0 | 2 | 3   | 4  | 8  | −4  |                                   | — | —   | —   | 2–1 |     |
| 4   | Moldavië  | 3   | 0 | 1 | 2 | 1   | 4  | 7  | −3  |                                   | — | —   | —   | —   |     |

### Groep 8
De wedstrijden werden gespeeld tussen 6 en 10 oktober 2000 in Roemenië.
| Pos | Team     | Wed | W | G | V | Ptn | DV | DT | +/− | Kwalificatie                      |   | ROU | GEO | ALB |
| --- | -------- | --- | - | - | - | --- | -- | -- | --- | --------------------------------- | - | --- | --- | --- |
| 1   | Roemenië | 2   | 2 | 0 | 0 | 6   | 9  | 0  | +9  | Geplaatst voor het hoofdtoernooi. |   | —   | 5–0 | 4–0 |
| 2   | Georgië  | 2   | 1 | 0 | 1 | 3   | 1  | 5  | −4  |                                   |   | —   | —   | 1–0 |
| 3   | Albanië  | 2   | 0 | 0 | 2 | 0   | 0  | 5  | −5  |                                   | — | —   | —   |     |

### Groep 9
De wedstrijden werden gespeeld tussen 5 en 9 maart 2001 in Turkije.
| Pos | Team     | Wed | W | G | V | Ptn | DV | DT | +/− | Kwalificatie                      |   | TUR | UKR | MLT |
| --- | -------- | --- | - | - | - | --- | -- | -- | --- | --------------------------------- | - | --- | --- | --- |
| 1   | Turkije  | 2   | 2 | 0 | 0 | 6   | 5  | 1  | +4  | Geplaatst voor het hoofdtoernooi. |   | —   | 2–1 | 3–0 |
| 2   | Oekraïne | 2   | 1 | 0 | 1 | 3   | 6  | 2  | +4  |                                   |   | —   | —   | 5–0 |
| 3   | Malta    | 2   | 0 | 0 | 2 | 0   | 0  | 8  | −8  |                                   | — | —   | —   |     |

### Groep 10
De wedstrijden werden gespeeld tussen 19 en 23 oktober 2000 in San Marino.
| Pos | Team         | Wed | W | G | V | Ptn | DV | DT | +/− | Kwalificatie                      |   | RUS | AZE | SMR |
| --- | ------------ | --- | - | - | - | --- | -- | -- | --- | --------------------------------- | - | --- | --- | --- |
| 1   | Rusland      | 2   | 2 | 0 | 0 | 6   | 8  | 1  | +7  | Geplaatst voor het hoofdtoernooi. |   | —   | 4–1 | 4–0 |
| 2   | Azerbeidzjan | 2   | 1 | 0 | 1 | 3   | 5  | 4  | +1  |                                   |   | —   | —   | 4–0 |
| 3   | San Marino   | 2   | 0 | 0 | 2 | 0   | 0  | 8  | −8  |                                   | — | —   | —   |     |

### Groep 11
De wedstrijden werden gespeeld tussen 26 en 30 september 2000 in Nederland.
| Pos | Team        | Wed | W | G | V | Ptn | DV | DT | +/− | Kwalificatie                      |   | NED | BLR | ISL | FAR |
| --- | ----------- | --- | - | - | - | --- | -- | -- | --- | --------------------------------- | - | --- | --- | --- | --- |
| 1   | Nederland   | 3   | 2 | 1 | 0 | 7   | 12 | 3  | +9  | Geplaatst voor het hoofdtoernooi. |   | —   | 4–2 | 1–1 | 7–0 |
| 2   | Wit-Rusland | 3   | 2 | 0 | 1 | 6   | 6  | 6  | 0   |                                   |   | —   | —   | 3–2 | 1–0 |
| 3   | IJsland     | 3   | 1 | 1 | 1 | 4   | 9  | 7  | +2  |                                   | — | —   | —   | 6–3 |     |
| 4   | Faeröer     | 3   | 0 | 0 | 3 | 0   | 3  | 14 | −11 |                                   | — | —   | —   | —   |     |

### Groep 12
De wedstrijden werden gespeeld tussen 27 en 31 oktober 2000 in Letland.
| Pos | Team    | Wed | W | G | V | Ptn | DV | DT | +/− | Kwalificatie                      |   | ESP | LAT | IRL |
| --- | ------- | --- | - | - | - | --- | -- | -- | --- | --------------------------------- | - | --- | --- | --- |
| 1   | Spanje  | 2   | 2 | 0 | 0 | 6   | 3  | 0  | +3  | Geplaatst voor het hoofdtoernooi. |   | —   | 1–0 | 2–0 |
| 2   | Letland | 2   | 0 | 1 | 1 | 1   | 0  | 1  | −1  |                                   |   | —   | —   | 0–0 |
| 3   | Ierland | 2   | 0 | 1 | 1 | 1   | 0  | 2  | −2  |                                   | — | —   | —   |     |

### Groep 13
De wedstrijden werden gespeeld tussen 25 en 29 september 2000 in Finland.
| Pos | Team          | Wed | W | G | V | Ptn | DV | DT | +/− | Kwalificatie                      |   | FIN | LTU | NIR |
| --- | ------------- | --- | - | - | - | --- | -- | -- | --- | --------------------------------- | - | --- | --- | --- |
| 1   | Finland       | 2   | 1 | 1 | 0 | 4   | 3  | 1  | +2  | Geplaatst voor het hoofdtoernooi. |   | —   | 1–1 | 2–0 |
| 2   | Litouwen      | 2   | 0 | 2 | 0 | 2   | 2  | 2  | 0   |                                   |   | —   | —   | 1–1 |
| 3   | Noord-Ierland | 2   | 0 | 1 | 1 | 1   | 1  | 3  | −2  |                                   | — | —   | —   |     |

### Groep 14
De wedstrijden werden gespeeld tussen 19 en 23 maart 2001 in Schotland.
| Pos | Team      | Wed | W | G | V | Ptn | DV | DT | +/− | Kwalificatie                      |   | SCO | NOR | WAL |
| --- | --------- | --- | - | - | - | --- | -- | -- | --- | --------------------------------- | - | --- | --- | --- |
| 1   | Schotland | 2   | 1 | 1 | 0 | 4   | 1  | 0  | +1  | Geplaatst voor het hoofdtoernooi. |   | —   | 1–0 | 0–0 |
| 2   | Noorwegen | 2   | 1 | 0 | 1 | 3   | 2  | 1  | +1  |                                   |   | —   | —   | 2–0 |
| 3   | Wales     | 2   | 0 | 1 | 1 | 1   | 0  | 2  | −2  |                                   | — | —   | —   |     |

### Groep 15
De wedstrijden werden gespeeld tussen 2 en 6 oktober 2000 in Estland.
| Pos | Team    | Wed | W | G | V | Ptn | DV | DT | +/− | Kwalificatie                      |   | POL | SWE | EST |
| --- | ------- | --- | - | - | - | --- | -- | -- | --- | --------------------------------- | - | --- | --- | --- |
| 1   | Polen   | 2   | 1 | 1 | 0 | 4   | 4  | 2  | +2  | Geplaatst voor het hoofdtoernooi. |   | —   | 1–1 | 3–1 |
| 2   | Zweden  | 2   | 1 | 1 | 0 | 4   | 3  | 1  | +2  |                                   |   | —   | —   | 2–0 |
| 3   | Estland | 2   | 0 | 0 | 2 | 0   | 1  | 5  | −4  |                                   | — | —   | —   |     |

Jeugd-EK's: onder 21 · onder 19       Jeugd-WK's: onder 20 · onder 17